# Humajun
Mirza Nasir-ud-Din Muhammad (Kabul, 6. ožujka 1508. – Delhi, 27. siječnja 1556.), poznatiji pod svojim vladarskim imenom Humajun, bio je drugi mogulski car koji je vladao teritorijem u današnjem: istočnom Afganistanu, Bangladešu, sjevernoj Indiji i Pakistanu od 1530. do 1540. i ponovno od 1555. do njegove smrti 1556. U vrijeme njegove smrti, Mogulsko Carstvo prostiralo se na gotovo milijun četvornih kilometara.
U prosincu 1530. Humajun je naslijedio svog oca Babura na prijestolju Delhija kao vladar mogulskih područja na indijskom potkontinentu. Humajun je bio neiskusan vladar kada je došao na vlast u dobi od 22 godine. Njegov polubrat Kamran Mirza naslijedio je Kabul i Kandahar, najsjevernije dijelove carstva njihova oca; dva polubraća postat će ljuti suparnici.
Na početku svoje vladavine, Humajun je izgubio cijelu državu od Šer Šah Surija, ali ju je vratio 15 godina kasnije uz pomoć Safavida. Njegov povratak iz Perzije pratila je velika pratnja perzijskih plemića, što je nagovijestilo važnu promjenu u kulturi mogulskog dvora. Srednjoazijsko podrijetlo dinastije bilo je u velikoj mjeri zasjenjeno utjecajima perzijske umjetnosti, arhitekture, jezika i književnosti. Do danas su na potkontinentu ostale kamene rezbarije i tisuće perzijskih rukopisa u Indiji koji potječu iz vremena Humajuna. Nakon povratka na vlast, Humajun je brzo proširio Carstvo, ostavljajući značajno nasljeđe svom sinu, Akbaru.
Humajunova grobnica u Delhiju iz 1562. godine, bila je prva vrt-grobnica na indijskom poluotoku, i također prva građevina te veličine od crvenog pješčenjaka.